# بیلی ورا
بیلی ورا (انگلیسی: Billy Vera؛ زادهٔ ۲۸ مهٔ ۱۹۴۴) یک موسیقی‌دان اهل ایالات متحده آمریکا است.